# Milo Ventimiglia
Milo Anthony Ventimiglia (* 8. července 1977, Anaheim, Kalifornie) je americký herec, známý díky roli Petera Petrelliho v seriálu Hrdinové (Heroes). Do povědomí fanoušků se zapsal díky seriálu Gilmorova děvčata, kde ztvárnil roli Jesseho Mariana - rebelského synovce Luka Danese. Zahrál si také ve filmu Rocky Balboa (Rocky 6) syna Rockyho Balboa. Aktuálně hraje hlavní roli v seriálu Tohle jsme my na americké stanici NBC. Narodil se v Kalifornii, kde i vyrůstal. Už jako malý snil o velké kariéře a výhře Oscara. Při studiu na střední škole získal stipendium na Americkou divadelní konzervatoř, poté začal studovat na Kalifornské univerzitě, kde se samozřejmě zaměřil na divadlo.

## Životopis
Vyrůstal v Anaheimu v Kalifornii. Jeho otec pochází ze Sicílie a matka má anglickou, francouzskou, irskou, skotskou a částečně i indickou krev. Má dvě sestry, jedna je módní návrhářka a druhá fotografka.
Již v osmi letech se rozhodl, že vyhraje Oscara. To se mu sice nepovedlo, ale splnil se mu sen stát se hercem. O deset let později - poté, co si na střední škole zahrál v řadě her - získal stipendium na letní program prestižní Sanfranciské školy, Americké divadelní konzervatoře (A.C.T.). Poté se vrátil do jižní Kalifornie a vstoupil na UCLA (Kalifornská univerzita v Los Angeles), kde se zaměřil na divadlo.

## Kariéra
Poté, co se vrátil do Kalifornie se mu podařil jeho profesionální herecký debut v seriálu Fresh Prince. Krátce poté se zviditelnil i v krátkém filmu Must Be the Music.
Za posledních pět let Milo zaujal diváckou pozornost ve filmu, v televizi a také v divadle. Na velkém plátně se objevil v nezávislých filmech Massholes a Sheer Blues či v krátkém filmu Nice Guys Finish Last. Zahrál si i po boku tehdy už slavného Freddieho Prinze Jr. ve filmu Taková normální holka. Na televizní obrazovce si opakovaně zahrál v seriálu Opposite Sex a hostoval v seriálech jako je Kriminálka Miami, Promise Land či Sabrina – mladá čarodějnice. Jeho bezesporu nejznámější rolí (zatím) zůstává Jess Mariano v seriálu Gilmorova děvčata.
V roce 2006 se obevil ve filmu Rocky Balboa, pokračování slavné série se Silvestrem Stalonem. Milo si tady zahrál syna stárnoucího boxera. Poté se objevil v seriálu Hrdinové, který je o lidech žijících v New Yorku a kteří na sobě začínají pozorovat nadpřirozené schopnosti. Milo hraje Petera Petrelliho, mladíka který dokáže absorbovat síly ostatních. V polovině roku 2007 si zahrál v hudebním klipu zpěvačky Fergie k písničce "Big Girls Don't Cry". O rok později se objevil po boku Alyssi Milano v filmu Patologie. Svůj hlas propůjčil Wolverinovi do animovaného seriálu Marvel Anime: Wolverine. V roce 2013 se objevil ve hvězdně obsazeném filmu Machři 2. V roce 2014 se objevil v několika dílech seriálu Gotham. Aktuálně hraje v seriálu Tohle jsme my, který měl premiéru 20. září 2016 na stanici NBC.
Mimo hraní se také dal na produkování. Se svým nejlepším kamarádem Russem Cundiffem vlastní produkční společnost Divide Pictures. Produkoval internetový seriál It's a Mall World, jako součástí marketingové kampaně pro American Eagle Ouffiters, americké značky oblečení.

## Osobní život

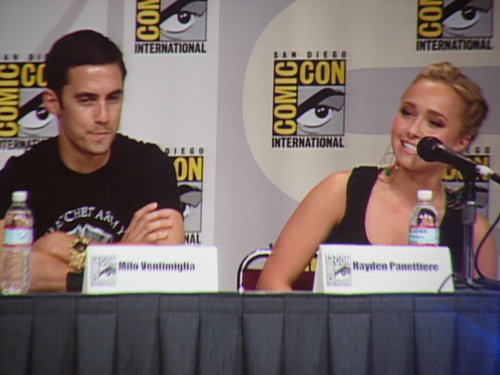
Hayden Panettiere a Ventimiglia v roce 2007

Tři a půl roku (cca od prosince 2002) chodil s herečkou Alexis Bledel, se kterou se seznámil na natáčení seriálu Gilmorova děvčata. Od prosince 2007 do února 2009 chodil s herečkou Hayden Panettiere.

## Filmografie

### Film
| Rok  | Název                   | Role              | Poznámky               |
| ---- | ----------------------- | ----------------- | ---------------------- |
| 1997 | Boys Life 2             | Jason             |                        |
| 1999 | Taková normální holka   | Fotbalista        |                        |
| 1999 | Speedway Junky          | Travis            |                        |
| 2000 | Massholes               | Doc               |                        |
| 2001 | Nice Guys Finish Last   | Josh              |                        |
| 2003 | Nejlepší je to na sněhu | Matt Raymand      |                        |
| 2003 | Blue Poles              | Miles             | krátkometrážní film    |
| 2005 | Prokletí                | Bo                |                        |
| 2005 | Divoká noc              | Zach Harper       |                        |
| 2006 | Intelligence            | Colin Mathers     |                        |
| 2006 | Stay Alive              | Loomis Crowley    |                        |
| 2006 | Rocky Balboa            | Robert Balboa Jr. |                        |
| 2008 | Patologie               | Ted Grey          |                        |
| 2009 | Gamer                   | Rick Rape         |                        |
| 2009 | Ozbrojení a nebezpeční  | Strážník Eckehart |                        |
| 2010 | Order of Chaos          | Rick              |                        |
| 2011 | The Divide              | Josh              |                        |
| 2012 | Můj otec je šílenec     | Chad              |                        |
| 2012 | Static                  | Jonathan Dade     | také výkonný producent |
| 2013 | Polibek prokleté duše   | Paulo             |                        |
| 2013 | Machři 2                | Milo              |                        |
| 2013 | Přízrak zmizelé         | Ian Wood          |                        |
| 2013 | Sezóna zabíjení         | Chris Ford        |                        |
| 2014 | Grace, kněžna monacká   | Rupert Allan      |                        |
| 2014 | Tell                    | Tell              | také producent         |
| 2015 | Walter                  | Vince             |                        |
| 2015 | Divoká karta            | Danny DeMarco     |                        |
| 2016 | Madtown                 | Denny Briggs      |                        |
| 2017 | Sandy Wexler            | Barry Bubatzi     |                        |
| 2017 | Devil's Gate            | Jackson Pitchard  |                        |
| 2018 | Znovu ve hře            | Trey              |                        |
| 2018 | Rocky: Nová výzva       | Robert Balboa     |                        |
| 2019 | Umění tančit v dešti    | Denny Swift       |                        |

### Televize
| Rok     | Název                                     | Role                   | Poznámky                                                                           |
| ------- | ----------------------------------------- | ---------------------- | ---------------------------------------------------------------------------------- |
| 1995    | Fresh Prince                              | Host na párty          | díl: „Bourgie Sings the Blues“                                                     |
| 1996    | Sabrina – mladá čarodějnice               | Pošťák                 | díl: „Terrible Things“                                                             |
| 1996    | Konečně zazvonilo, nová třída             | Greg                   | díl: „Hospital Blues“                                                              |
| 1997    | Jilmová ulice                             | Mladý Quinn            | díl: „A Terrible Beauty“                                                           |
| 1998    | Brooklyn South                            | Johnny Mancuso         | díl: „Hospital Blues“                                                              |
| 1998    | Kelly                                     | Steve Spencer          | díl: „Bye Bye Baby“                                                                |
| 1998    | One World                                 | Eric                   | díl: „Community Service“                                                           |
| 2000    | Opposite Sex                              | Jed Perry              | Hlavní role, 8 dílů                                                                |
| 2000    | Kriminálka Las Vegas                      | Bobby Taylor           | díl: „Přátelé a milenky“                                                           |
| 2001–06 | Gilmorova děvčata                         | Jess Mariano           | Hlavní role (2.-3. řada), host (4.,6. řada), 37 dílů                               |
| 2003    | Windward Circle                           | Jess Mariano           | neprodaný pilotní díl                                                              |
| 2003    | Bostonská střední                         | Jake Provesserio       | 4 díly                                                                             |
| 2003    | Zákon a pořádek: Útvar pro zvláštní oběti | Lee Healy              | díl: „Útěk“                                                                        |
| 2004–05 | American Dreams                           | Chris Pierce           | 12 dílů                                                                            |
| 2006    | The Bedford Diaries                       | Richard Thorne III     | Hlavní role, 8 dílů                                                                |
| 2006–10 | Hrdinové                                  | Peter Petrelli         | Hlavní role (1.-4. řada, 70 dílů)                                                  |
| 2007    | Winter Tales                              | –                      | producent                                                                          |
| 2007    | It's a Mall World                         | –                      | miniseriál, 13 dílů producent a režisér                                            |
| 2008    | Robot Chicken                             | Arrow                  | díl: „They Took My Thumbs“                                                         |
| 2009    | Dave Knoll Finds His Soul                 | –                      | TV film režisér, výkonný producent                                                 |
| 2010    | Ultradome                                 | –                      | spolutvůrce režisér - díl: „Han Solo vs. Indiana Jones“ výkonný producent - 3 díly |
| 2011    | Suite 7                                   | Milo                   | také režisér a producent díl: „That Guy“                                           |
| 2011    | The Temp Life                             | Cook                   | 2 díly                                                                             |
| 2011    | Marvel Anime                              | Wolverine (hlas)       | 12 dílů                                                                            |
| 2013    | Mob City                                  | Ned Stax               | Hlavní role, 6 dílů                                                                |
| 2013    | The PET Squad Files                       | –                      | výkonný producent, 6 dílů                                                          |
| 2013–14 | Chosen                                    | Mitchell               | Hlavní role - 12 dílů, výkonný producent - 18 dílů                                 |
| 2014    | Dokonalý Spiderman                        | Spider-man Noir (hlas) | 2 díly                                                                             |
| 2015    | Gotham                                    | Jason Lennon/Ogre      | Vedlejší role, 3 díly                                                              |
| 2015    | The Whispers                              | Sean Bennigan          | Hlavní role, 13 dílů                                                               |
| 2015    | Liga snů                                  | Agent Baker            | díl: „The Block“                                                                   |
| 2016    | Gilmorova děvčata: Rok v životě           | Jess Mariano           | 2 díly                                                                             |
| 2016    | Lásky přes internet                       | Jack                   | internetový seriál, 3 díly                                                         |
| 2016–22 | Tohle jsme my                             | Jack Pearson           | Hlavní role                                                                        |

### Hudební videa
| Rok  | Název                            | Role            | Poznámky |
| ---- | -------------------------------- | --------------- | -------- |
| 2007 | „Big Grils Don't Cry (Personal)“ | Fergie          |          |
| 2014 | „I Can't Make You Love Me“       | Priyanka Chopra |          |

### Videohry
| Rok  | Název          | Role            | Poznámky |
| ---- | -------------- | --------------- | -------- |
| 2011 | X-Men: Destiny | Grant Alexander |          |

## Ocenění a nominace
| Year | Association                                 | Category                                                | Work          | Result            |
| ---- | ------------------------------------------- | ------------------------------------------------------- | ------------- | ----------------- |
| 2007 | Teen Choice Awards                          | nejlepší seriálový herec: drama                         | Hrdinové      | nominace          |
| 2008 | Cena Saturn                                 | nejlepší seriálový herec ve vedlejší roli               | Hrdinové      | nominace          |
| 2008 | Televizní festival v Monte Carlu            | nejlepší seriálový herec: drama                         | Hrdinové      | nominace          |
| 2008 | Teen Choice Awards                          | nejlepší seriálový herec: akční                         | Hrdinové      | vítězství         |
| 2009 | Teen Choice Awards                          | nejlepší seriálový herec: akční                         | Hrdinové      | nominace          |
| 2014 | IAWTV Award                                 | nejlepší seriálový herec: drama                         | Chosen        | vítězství         |
| 2017 | People's Choice Awards                      | nejoblíbenější herec v novém seriálu                    | Tohle jsme my | nominace          |
| 2017 | Cena Emmy                                   | nejlepší seriálový herec v hlavní roli: drama           | Tohle jsme my | nominace          |
| 2017 | MTV Movie & TV Awards                       | nejlepší vrhnutí slz do očí (sdíleno s Lonnie Chavisem) | Tohle jsme my | vítězství         |
| 2017 | Online Film & Television Association Awards | nejlepší seriálový herec v hlavní roli: drama           | Tohle jsme my | nominace          |
| 2017 | Teen Choice Awards                          | nejlepší seriálový herec: drama                         | Tohle jsme my | nominace          |
| 2018 | Screen Actors Guild Awards                  | nejlepší obsazení damatického seriálu                   | Tohle jsme my | vítězství         |
| 2018 | Cena Emmy                                   | nejlepší seriálový herec v hlavní roli: drama           | Tohle jsme my | nominace          |
| 2018 | Gold Derby Awards                           | nejlepší obsazení                                       | Tohle jsme my | nominace          |
| 2018 | Gold Derby Awards                           | nejlepší seriálový herec v hlavní roli: drama           | Tohle jsme my | nominace          |
| 2018 | Online Film & Television Association Awards | nejlepší seriálový herec v hlavní roli: drama           | Tohle jsme my | nominace          |
| 2019 | Critics Choice Movie Awards                 | nejlepší seriálový herec v hlavní roli: drama           | Tohle jsme my | dosud nevyhlášeno |
| 2019 | Screen Actors Guild Awards                  | nejlepší obsazení damatického seriálu                   |               | dosud nevyhlášeno |